# Philip Hoare
Philip Hoare (Southampton, 1958) és un assagista i periodista anglès. El seu llibre Leviatán o la balena va guanyar el premi d'assaig Samuel Johnson de la BBC (BBC Samuel Johnson Prize for Senar-Fiction) el 2009.
Hoare és escriptor, historiador de la cultura i melòman, i professor d'escriptura creativa a la Universitat de Southampton (Anglaterra). Com a escriptor, es va consagrar a escala internacional amb Leviatán o la balena, un llibre que combina ficció, història i biologia i que és fruit de la gran fascinació que sent, des que era petit, per les balenes i el món marí. Amb el seu darrer llibre, El mar interior, ha tornat a servir-se de diferents gèneres (ficció, narrativa de viatges, biografia...) per enfrontar-se a la immensitat de l'univers marí i aconseguir que el lector s'hi endinsi i descobreixi els misteris que amaga per, finalment, acabar trobant-se a si mateix.